# 땅끝에 선 연인
"땅끝에 선 연인"는 한국에서 제작된 이석기 감독의 1992년 멜로/로맨스, 드라마 영화이다. 임성민 등이 주연으로 출연하였고 김석동 등이 제작에 참여하였다.

## 출연

### 주연
- 임성민
- 최수지

### 조연
- 로니 그랜트
- 서인석

## 기타
- 원작자: 이사림 (본명: 이재하)[1]
- 조명: 이억만
- 조감독: 김강숙
- 녹음: 강대성